# Wang Zheng
Wang Zheng (Chinees: ) (14 december 1987) is een kogelslingeraarster uit China. Zij nam tweemaal deel aan de Olympische Spelen, maar veroverde bij die gelegenheden geen medaille.  

## Loopbaan
Ze kwam in 2008 en 2016 voor China uit op de Olympische Zomerspelen.
Op de wereldkampioenschappen van 2017 in Londen behaalde ze de zilveren medaille. 

## Titels
- Aziatisch kampioene kogelslingeren - 2013, 2019
- Chinees kampioene kogelslingeren - 2014, 2019
- Aziatisch juniorenkampioene kogelslingeren - 2006